# Ferrari F60
No confundir con Ferrari Enzo, que algunas veces es llamado como F60.
El Ferrari F60 es el monoplaza con el cual compite en la temporada 2009 de Fórmula 1 la Scuderia Ferrari. Es pilotado por Felipe Massa y Kimi Räikkönen. El monoplaza fue mostrado al público el 12 de enero de 2009.

## Presentación
El F60, el 55.º monoplaza fabricado por Ferrari para competir en Fórmula 1, fue presentado on-line el 12 de enero de 2009. El coche fue nombrado F60 para celebrar el 60.º aniversario de Ferrari en la F1 (es el único equipo que ha competido todos los años). Inicialmente, el automóvil debutaría en la casa de Ferrari en Maranello, pero el lugar fue cambiado debido a las malas condiciones meteorológicas. La primera prueba de manejo del F60 tuvo lugar en el Circuito de Mugello, durante la semana del 19 de enero de 2009. El campeón de 2007, Kimi Räikkönen, tuvo el privilegio de estrenar el nuevo monoplaza.

## Temporada 2009

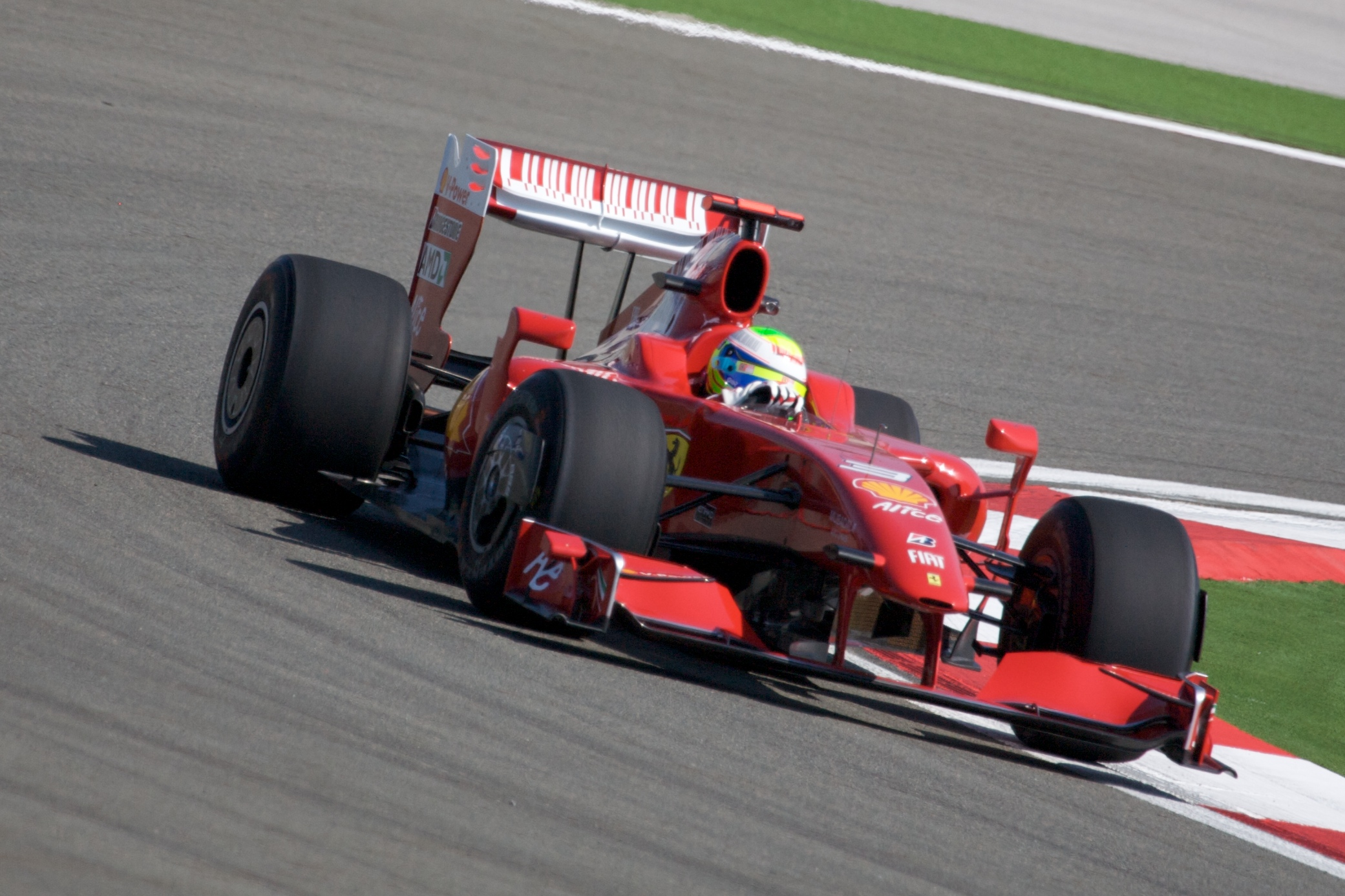
Felipe Massa conduciendo el F60 en el Gran Premio de Turquía de 2009.

En las primeras carreras de la temporada, el F60 demuestra no ser tan rápido como aparentaba en la pretemporada. Después de completar las tres primeras carreras sin un solo punto, en uno de los peores inicios de campeonato de Ferrari, desde 1981, el coche consigue puntuar en la cuarta carrera en Baréin. A partir de ahí, el F60 evoluciona y mejora sus prestaciones, logrando un podio en Mónaco con Kimi Räikkönen y el cuarto puesto y la vuelta rápida de Felipe Massa. Massa, que sumó cinco carreras consecutivas puntuando desde Gran Premio de España hasta el Gran Premio de Alemania, consiguió el segundo podio del año para Ferrari en esta última carrera, haciendo que el equipo italiano se sitúe tercero en la clasificación de constructores. En el siguiente Gran Premio, en Hungría, el piloto brasileño sufrió un fuerte accidente durante la clasificación que le impidió participar en la carrera. Sin embargo, su compañero Kimi Räikkönen logró un emotivo podio al acabar segundo en la carrera y encaramó a su equipo al tercer puesto de la clasificación. En el Gran Premio de Europa, Räikkönen logra el cuarto podio del año para el equipo, mientras que Luca Badoer (el sustituto de Massa) completa un fin de semana decepcionante. En el siguiente Gran Premio, en Bélgica, Kimi consigue la primera victoria del año para Ferrari. En el Gran Premio de Italia, Giancarlo Fisichella ocupa el sitio de Badoer tras su pobre rendimiento. Pese a mejorar las prestaciones de su predecesor, Fischella tampoco logró puntuar, con lo que Ferrari acabó perdiendo el tercer puesto del campeonato de constructores pese a las grandes prestaciones de Räikkönen con un coche que dejó de evolucionar a comienzos de agosto de 2009, cuando Ferrari se concentró en el F10.
El F60 ganó su primera y única carrera a manos de Räikkönen en el Gran Premio de Bélgica, después de haber empezado sexto en la parrilla de salida.

## Resultados

### Fórmula 1
(Clave) (negrita indica pole position) (cursiva indica vuelta rápida)

| Año  | Motor  | Neu. | N.º | Pilotos              | 1   | 2   | 3   | 4   | 5   | 6   | 7   | 8   | 9   | 10  | 11  | 12  | 13  | 14  | 15  | 16  | 17  | Puntos | Pos. |
| ---- | ------ | ---- | --- | -------------------- | --- | --- | --- | --- | --- | --- | --- | --- | --- | --- | --- | --- | --- | --- | --- | --- | --- | ------ | ---- |
| 2009 | 056 V8 | B    |     |                      | AUS | MYS | CHN | BHR | ESP | MON | TUR | GBR | GER | HUN | EUR | BEL | ITA | SIN | JPN | BRA | ABU | 70     | 4.º  |
| 2009 | 056 V8 | B    | 3   | Felipe Massa         | Ret | 9~  | Ret | 14  | 6   | 4   | 6   | 4   | 3   | DNS |     |     |     |     |     |     |     | 70     | 4.º  |
| 2009 | 056 V8 | B    | 3   | Luca Badoer          |     |     |     |     |     |     |     |     |     |     | 17  | 14  |     |     |     |     |     | 70     | 4.º  |
| 2009 | 056 V8 | B    | 3   | Giancarlo Fisichella |     |     |     |     |     |     |     |     |     |     |     |     | 9   | 13  | 12  | 11  | 17  | 70     | 4.º  |
| 2009 | 056 V8 | B    | 4   | Kimi Räikkönen       | 15† | 14~ | 10  | 6   | Ret | 3   | 9   | 8   | Ret | 2   | 3   | 1   | 3   | 10  | 4   | 6   | 12  | 70     | 4.º  |

## Galería

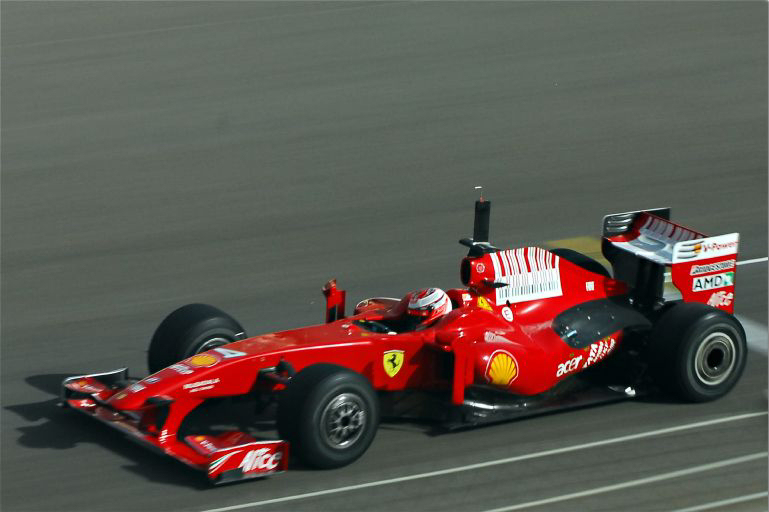
Räikkönen en una sesión de prueba.
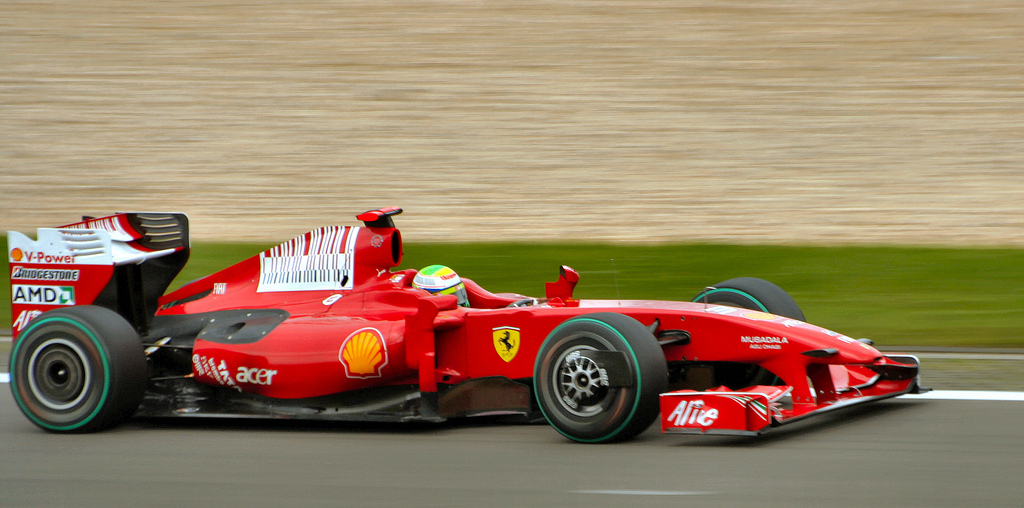
Massa durante el GP de Alemania.
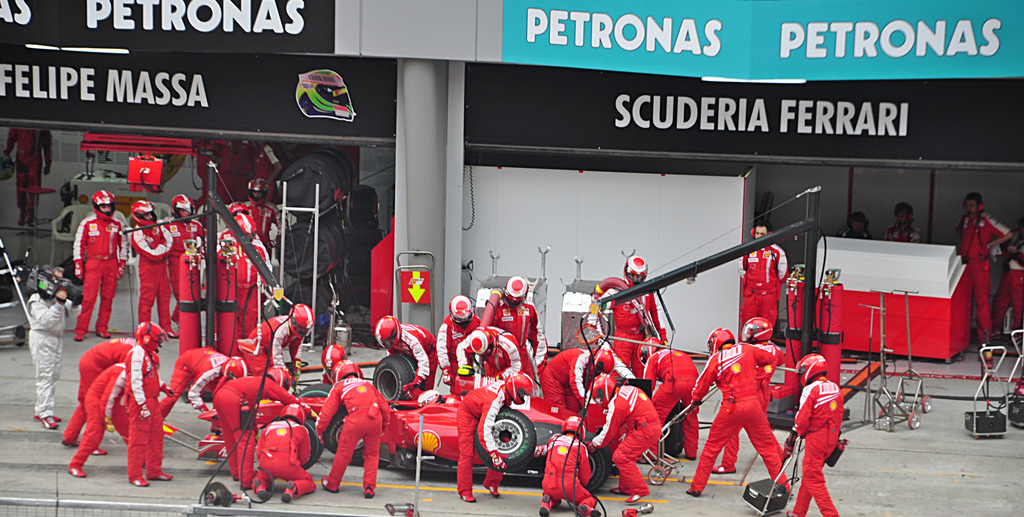
Räikkönen repostando en el GP de Malasia.